# Eva Dahlbeck
Eva Dahlbeck, née le 8 mars 1920 à Saltsjö-Duvnäs, près de Stockholm, en Suède, morte le 8 février 2008 à Stockholm, est une actrice suédoise, qui tourna dans de nombreux films d'Ingmar Bergman dans les années 1950.

## Biographie
Dans les années 1940 et 1950, Eva Dahlbeck fut certainement l'une des actrices suédoises les plus populaires. Elle devint internationalement célèbre grâce à ses rôles de femme forte dans de nombreux films d'Ingmar Bergman, en particulier ses comédies L'Attente des femmes (Kvinnors väntan) (1952), Une leçon d'amour (En Lektion i kärlek) (1954) et Sourires d'une nuit d'été (Sommarnattens leende) (1955).
Elle cessa de tourner en 1970.
Elle meurt le 8 février 2008, à l'âge de 87 ans, après avoir souffert pendant plusieurs années de la maladie d'Alzheimer.

## Filmographie
- 1941 : Bara en kvinna (en) d'Anders Henrikson : Guest at the masquerade
- 1941 : Det sägs på stan (en) de Per Lindberg : Dancing woman
- 1942 : Rid i natt! de Gustaf Molander : Botilla
- 1944 : Räkna de lyckliga stunderna blott (en)  de Rune Carlsten : Hedvig
- 1945 : Oss tjuvar emellan eller en burk ananas (en) d'Olof Molander : Astrid
- 1945 : Svarta rosor (en) de Rune Carlsten : la femme de Per Bergström
- 1945 : Den Allvarsamma leken (en) de Rune Carlsten : Dagmar Randel
- 1946 : Kärlek och störtlopp : Vivi Boström
- 1946 : Brita i grosshandlarhuset (en) de Åke Ohberg (en) : Brita
- 1946 : Möte i natten : Marit Rylander
- 1947 : Folket i Simlångsdalen : Ingrid Folkesson
- 1947 : Nyckeln och ringen : Eva Berg
- 1947 : Deux femmes (Två kvinnor) : Sonja Bergman
- 1948 : Lars Hård : Inga
- 1948 : Flickan från fjällbyn : Isa
- 1948 : Var sin väg : Karin Brofeldt
- 1948 : Eva : Susanne
- 1949 : Kvinna i vitt : Solveig Rygård
- 1949 : Rien qu'une mère (Bara en mor) d'Alf Sjöberg : Maria, aka Rya-Rya
- 1950 : Hjärter knekt : Gun Lovén
- 1950 : Fästmö uthyres de Gustaf Molander : Margit Berg
- 1950 : Kastrullresan : mamma Larsson
- 1951 : Bärande hav : Lucie
- 1951 : La Belle Hélène (Sköna Helena) de Gustaf Edgren : Hélène
- 1952 : Ubåt 39 : Maria Friberg
- 1952 : Trots : Teacher
- 1952 : L'Attente des femmes (Kvinnors väntan), d'Ingmar Bergman : Karin
- 1953 : Skuggan : Vivianne
- 1953 : Barabbas, d'Alf Sjöberg : La mère
- 1953 : Kvinnohuset : Isa
- 1953 : Le Village près du ciel (Sie fanden eine Heimat), de Leopold Lindtberg : Wanda Piwonska
- 1953 : Göingehövdingen : Kristina Ulfstand
- 1954 : Une leçon d'amour (En Lektion i kärlek), d'Ingmar Bergman : Marianne Erneman
- 1955 : Paradiset : Ulla Karlsson
- 1955 : Resa i natten : Mme Birgitta Lundberg
- 1955 : Rêves de femmes (Kvinnodröm) d'Ingmar Bergman : Susanne
- 1955 : Sourires d'une nuit d'été (Sommarnattens leende) d'Ingmar Bergman : Desiree Armfeldt
- 1956 : Tarps Elin : Elin Tarp
- 1956 : Le Dernier Couple qui court (Sista paret ut) d'Alf Sjöberg : Susanna Dahlin
- 1957 : Möten i skymningen : Irma Sköld
- 1957 : Sommarnöje sökes : Ingeborg Dahlström
- 1958 : Au seuil de la vie (Nära livet), d'Ingmar Bergman : Stina Andersson
- 1960 : Kärlekens decimaler : Astrid
- 1960 : Tre önskningar : Adèle Linton
- 1961 : A Matter of Morals : Eva Walderman
- 1962 : Biljett till paradiset : Rita Carol
- 1962 : Trahison sur commande (The Counterfeit Traitor) de George Seaton : Ingrid Erickson
- 1964 : Toutes ses femmes (För att inte tala om alla dessa kvinnor), d'Ingmar Bergman : Adelaide
- 1964 : Les Amoureux (Älskande par) de Mai Zetterling : Mme Landborg
- 1965 : Les Chattes (Kattorna) : Marta Alleus
- 1965 : Moi, un corps (Morianerna) : Anna Vade
- 1966 : Les Créatures, d'Agnès Varda : Michele Quellec
- 1966 : La Mante rouge (Den røde kappe), de Gabriel Axel : La Reine
- 1967 : Sophie de 6 à 9 (Människor möts och ljuv musik uppstår i hjärtat) de Henning Carlsen : Devah Sørensen
- 1968 : Markurells i Wadköping (TV) : Mrs. Markurell
- 1970 : Tintomara : Baroness

## Récompenses
- Prix d'interprétation féminine au Festival de Cannes 1958 (ex æquo avec Bibi Andersson, Barbo Hiort-Af-Ornas et Ingrid Thulin) pour Au seuil de la vie de Ingmar Bergman